# Gemeine Schafgarbe
Die Gemeine Schafgarbe oder Gewöhnliche Schafgarbe (Achillea millefolium), kurz auch Schafgarbe genannt, ist eine Pflanzenart aus der Familie der Korbblütler (Asteraceae). Sie ist auch die namensgebende Art für die Gruppe Achillea millefolium aggregata.

## Merkmale der Artengruppe

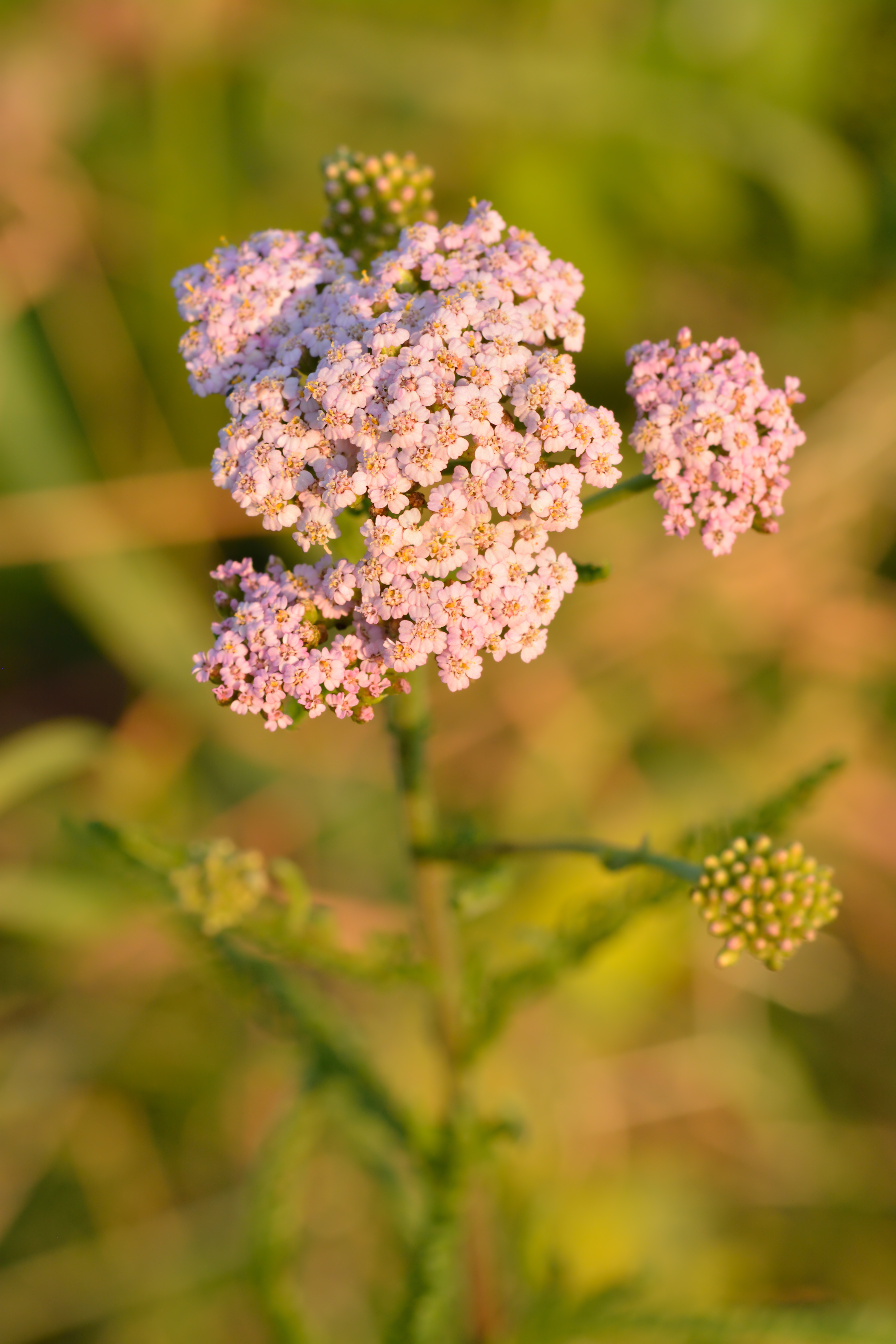
Zungenblüten sind selten rosafarben

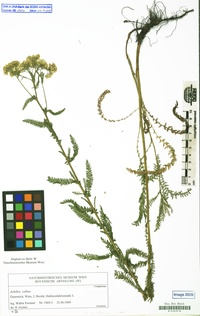
Achillea collina, Herbarbeleg

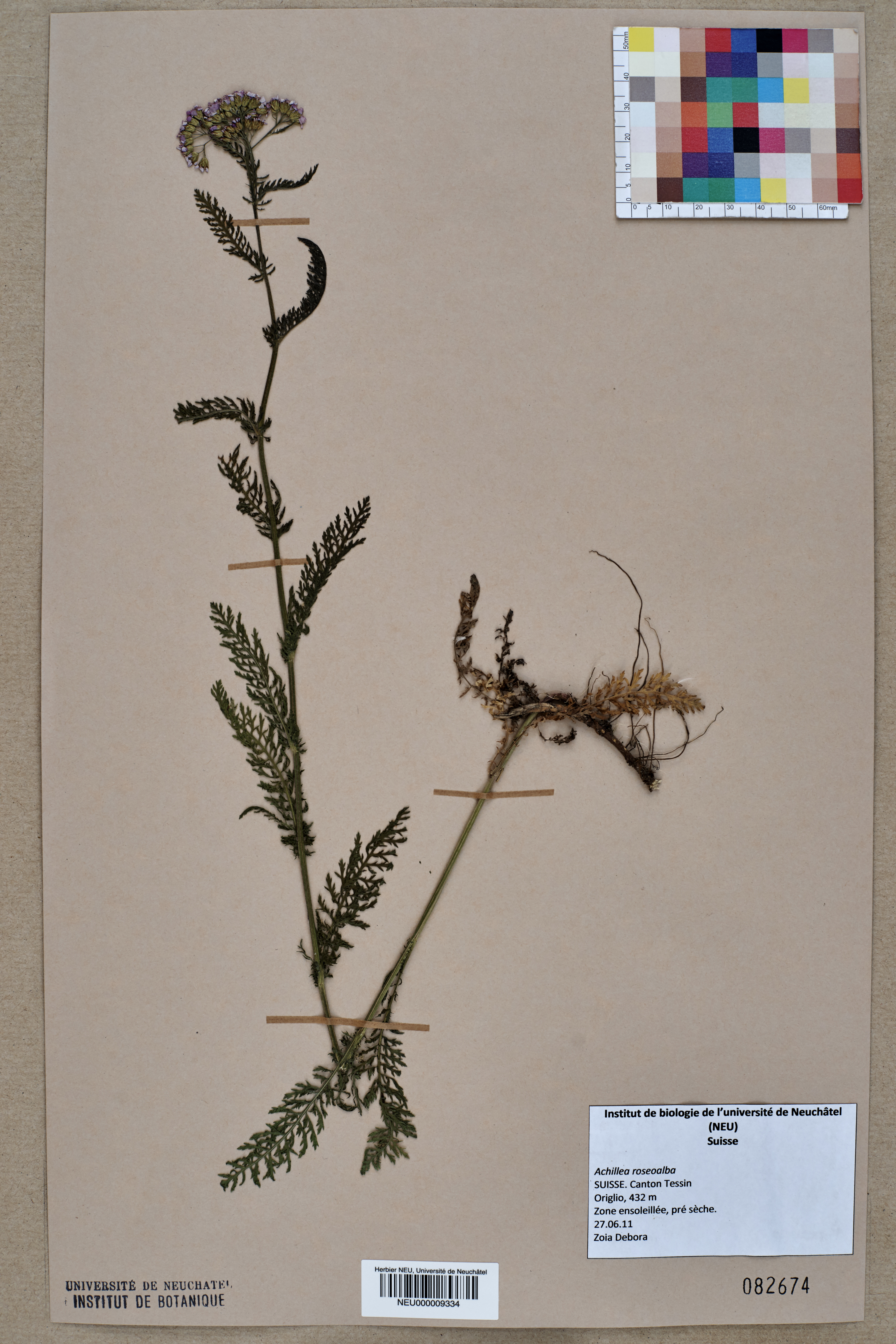
Achillea roseoalba, Herbarbeleg

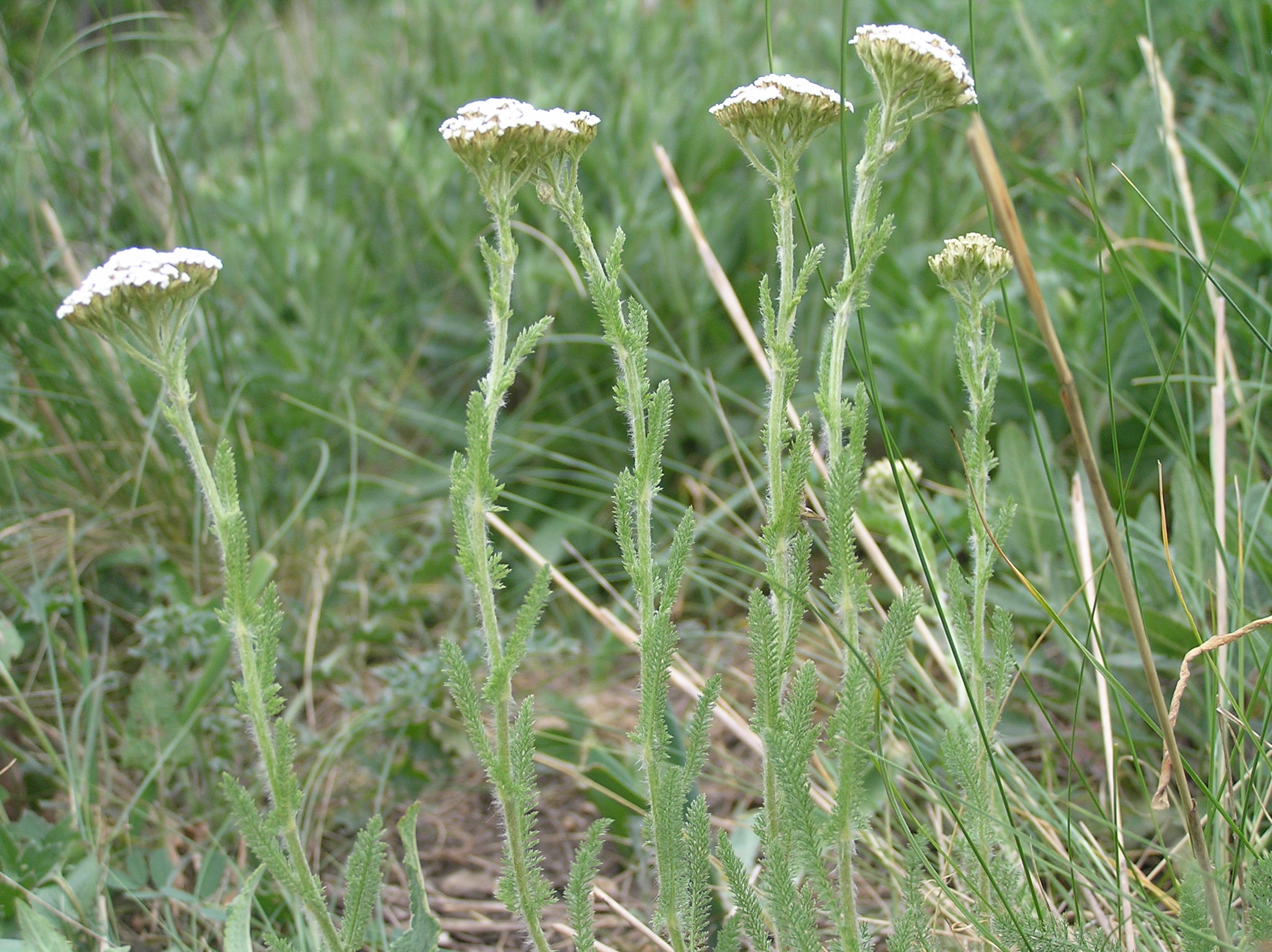
Achillea setacea

Es sind ausdauernde, krautige Pflanzen oder Halbsträucher, die eine Wuchshöhe von sieben bis 100 Zentimetern erreichen. Das dünne und waagrechte Rhizom bildet bis zu 50 Zentimeter lange unter- oder oberirdische Ausläufer mit sterilen Trieben. Die Laubblätter sind zwei- bis vierfach fiederteilig und haben über 15 Fiederpaare erster Ordnung. Die unteren Blätter sind gestielt, die oberen sind sitzend und haben vergrößerte basale Fiedern. Die Stängelblätter haben einen lanzettlichen bis linealischen Umriss und sind drei- bis zwölfmal so lang wie breit. Ihre Fiedern sind einander genähert oder berühren sich sogar. Die Grundblätter sind stärker geteilt als die Stängelblätter.
Der doldenrispige Gesamtblütenstand enthält zahlreiche körbchenförmige Teilblütenstände. Die Blütenkörbchen besitzen eine 3 bis 6 Millimeter hohe becherförmige Hülle, deren Durchmesser breiter als 2 Millimeter ist. Die mehrreihig angeordneten Hüllblätter sind hautrandig. Die Blütenkörbchen enthalten Röhren- und Zungenblüten. Es gibt vier bis sechs Zungenblüten, deren Zunge circa so lang wie breit ist und ein Drittel so lang bis gleich lang wie die Hülle. Die Kronröhre der Zungenblüten ist höchstens so lang wie die Zunge (Ausnahmen: Achillea setacea und Achillea collina). Die Zungenblüten sind oberseits weiß, selten rosa. Die Röhrenblüten sind ebenfalls weißlich oder rötlich. Die Blütezeit reicht meist von Mai bis Juni.

## Kleinarten der Artengruppe
Fischer führte 2005 folgende Kleinarten auf:
- Achillea setacea Waldst. & Kit.: Die Chromosomenzahl beträgt 2n = 18.[2]
- Achillea pannonica, Ungarische Wiesen-Schafgarbe Scheele: Die Chromosomenzahl beträgt 2n = 72.[2]
- Achillea collina (Becker ex Wirtg.) Heimerl: Die Chromosomenzahl beträgt 2n = 36.[2]
- Achillea styriaca Saukel & Danihelka: Sie kommt in Tschechien und Österreich vor.[3]
- Achillea distans Waldst. & Kit. ex Willd. s. str.: Sie kommt von Frankreich und Italien bis Südosteuropa und Vorderasien vor.[3]
- Achillea pratensis Saukel & R. Länger: Die Chromosomenzahl beträgt 2n = 36.[2] Sie kommt von Frankreich und Italien bis zur Slowakei und Rumänien vor.[3]
- Achillea aspleniifolia Vent.: Sie kommt in Mittel- und Südosteuropa vor.[3]
- Achillea roseoalba Ehrend.: Die Chromosomenzahl beträgt 2n = 18.[2] Sie kommt von Mitteleuropa bis Slowenien und Rumänien vor.[3]
- Achillea „raxensis“ (nom. ined.)
- Achillea millefolium L.: Die Chromosomenzahl beträgt 2n = 54.[2]

Weitere Kleinarten der Artengruppe sind:
- Achillea apiculata Orlova: Sie kommt im nördlichen europäischen Russland vor.[3]
- Achillea asiatica Serg.: Sie kommt im nördlichen und östlichen europäischen Russland vor.[3]
- Achillea carpatica Dubovik: Sie kommt in der Slowakei und in der Ukraine vor.[3]
- Achillea euxina Klokov: Sie kommt in der Ukraine vor.[3]
- Achillea inundata Kondr.: Sie kommt in Rumänien, in der Ukraine und in Russland vor.[3]
- Achillea nigrescens (E. Mey.) Rydb.: Sie kommt im nördlichen europäischen Russland vor.[3]
- Achillea stepposa Klokov & Krytzka: Sie kommt in der Ukraine und in Russland vor.[3]

## Eigentliche Gewöhnliche Schafgarbe

### Merkmale
Die Eigentliche Gewöhnliche Schafgarbe (Achillea millefolium s. str.) hat längliche Grund- und untere Stängelblätter. Diese stehen dicht bis entfernt. Die Fiedern der Blätter sind höchstens zweimal so lang wie breit. Die Laubblattspindel (Rhachis) ist ganzrandig und besitzt nie Zwischenfiedern.
Der Hauptschirm ist weniger dicht und nie von seitlichen Schirmkorbrispen übergipfelt. Er hat einen Durchmesser von vier bis 15 Zentimetern. Die Internodien in der Stängelmitte sind sehr selten verkürzt.
Die Art bildet keine Proazulene. Diese Sippe ist hexaploid.

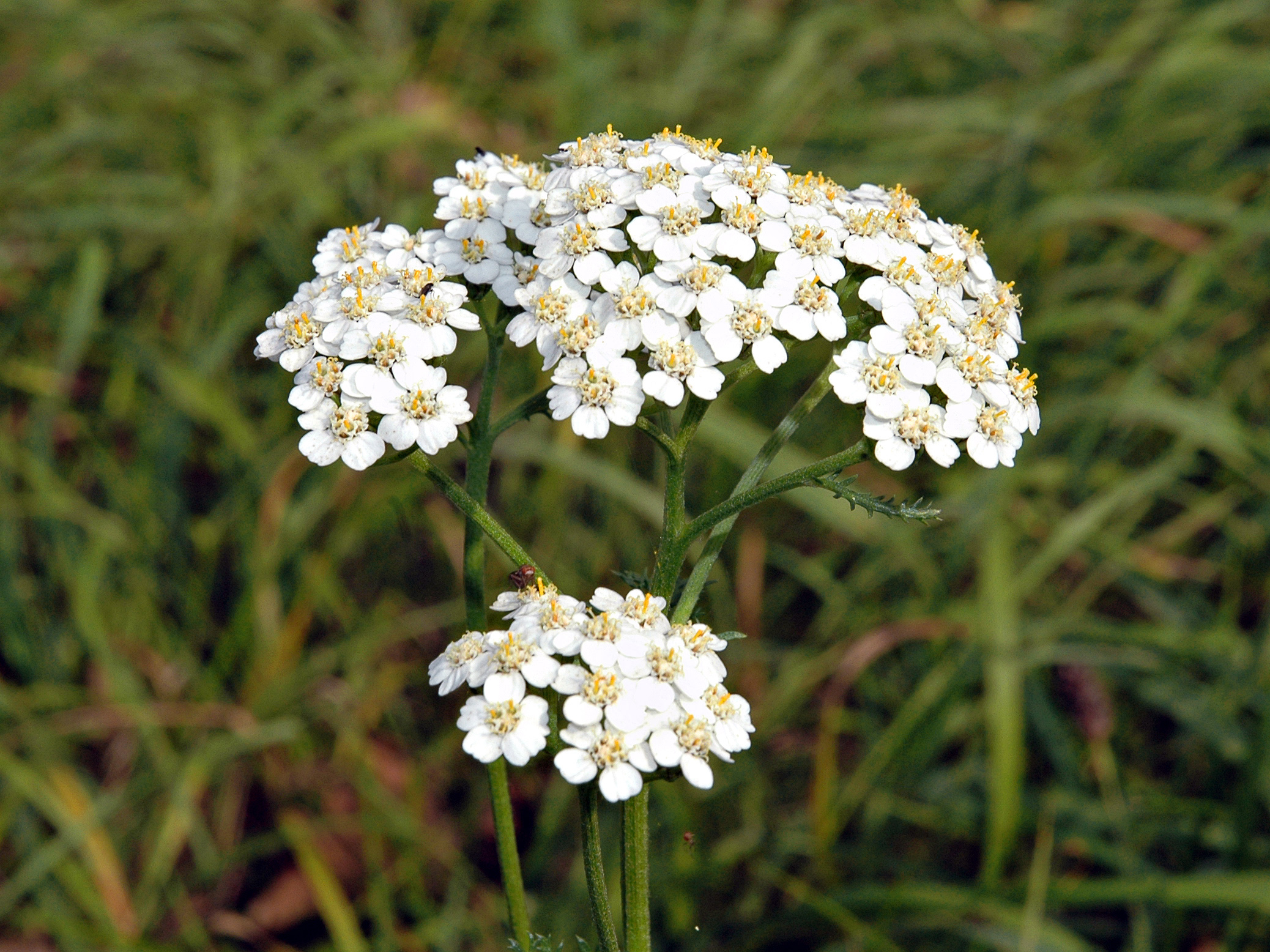
Achillea millefolium subsp. millefolium
besitzt weiße Blüten

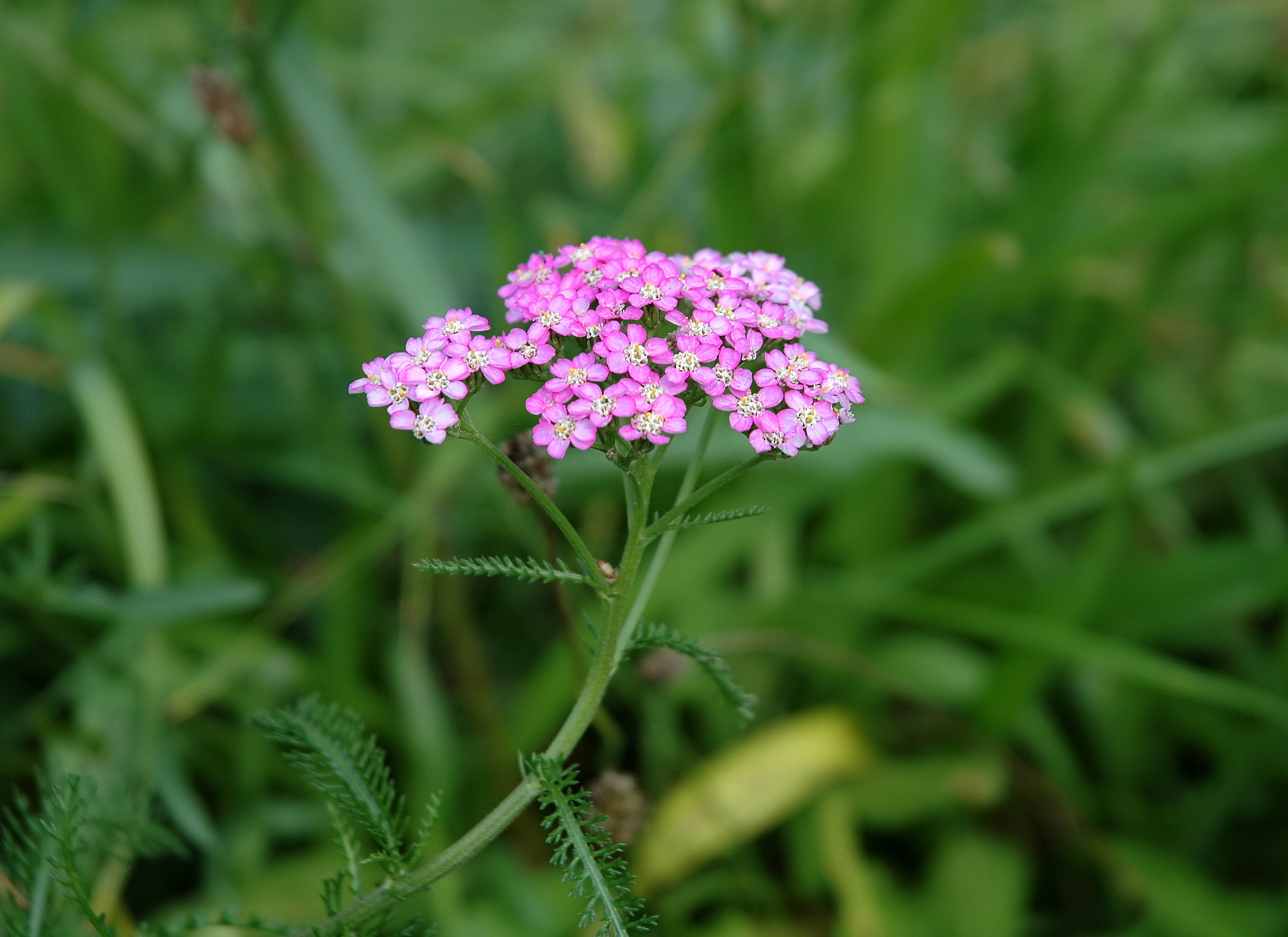
Achillea millefolium subsp. sudetica
besitzt violette Blüten

### Vorkommen
Die Gewöhnliche Schafgarbe kommt ursprünglich in Eurasien, in Nord- und Mittelamerika vor. In Südamerika, Afrika, Australien, Neuseeland und in Hawaii ist sie ein Neophyt.
Als Standort werden Wiesen, (Schaf-)Weiden, Halbtrockenrasen, Acker- und Wegränder bevorzugt. In den Alpen steigt sie auf Höhenlagen von etwa 1900 Metern. In den Allgäuer Alpen steigt sie in Vorarlberger Teil an der Üntschenspitze in Gipfelnähe bis zu einer Höhenlage von 2139 Metern auf. Sie ist fast kosmopolitisch verbreitet. Nur in mediterranen Gebieten ist sie selten.
Die Gemeine Schafgarbe gehört zu den Wurzelkriechern und Pionierpflanzen. Sie gilt als Bodenfestiger und Nährstoffzeiger vor allem für stickstoffhaltige Böden.

### Unterarten
Traditionell werden bei der Eigentlichen Gewöhnlichen Schafgarbe zwei Unterarten unterschieden, die jedoch keine einheitlichen Sippen sind. Die genauere Erforschung ist noch nicht abgeschlossen.
- Sudeten-Schafgarbe (Achillea millefolium subsp. sudetica (Opiz) Weiss) hat meist dunkelbraun berandete Hüllblätter. Die Zungen sind oft (dunkel)rosa und meist so breit bis breiter als lang. Die Kronröhre ist kürzer als die Zunge. Sie erreicht eine Wuchshöhe von acht bis 60 Zentimetern. Die Chromosomenzahl ist 2n = 54, seltener 18.[6] Sie wächst in supalpinen bis alpinen Rasengesellschaften. In den Allgäuer Alpen steigt sie von 900 Metern bis zu einer Höhenlage von 2090 Metern am Diedamskopf-Gipfelgrat im Vorarlberger Teil auf.[5] Sie zerfällt in Österreich in mindestens zwei Sippen.[1]
- Die Gewöhnliche Schafgarbe (Achillea millefolium subsp. millefolium) hat grünlich bis hellbraun berandete Hüllblätter. die Zungen sind weiß bis rosa, selten dunkelrosa. Die Wuchshöhe beträgt 20 bis 100 Zentimeter. Sie wächst auf Wiesen und Halbtrockenrasen sowie an Wegrändern auf nährstoffreichen, frischen bis mäßig trockenen, lockeren Böden in der collinen bis montanen (subalpinen) Höhenstufe. Diese Sippe ist sehr vielgestaltig und uneinheitlich. Wahrscheinlich ist es eine aus mehreren Unterarten bestehende Gruppe von Kleinarten.[1] Die Chromosomenzahl ist 2n = 54.[6]

## Bilder

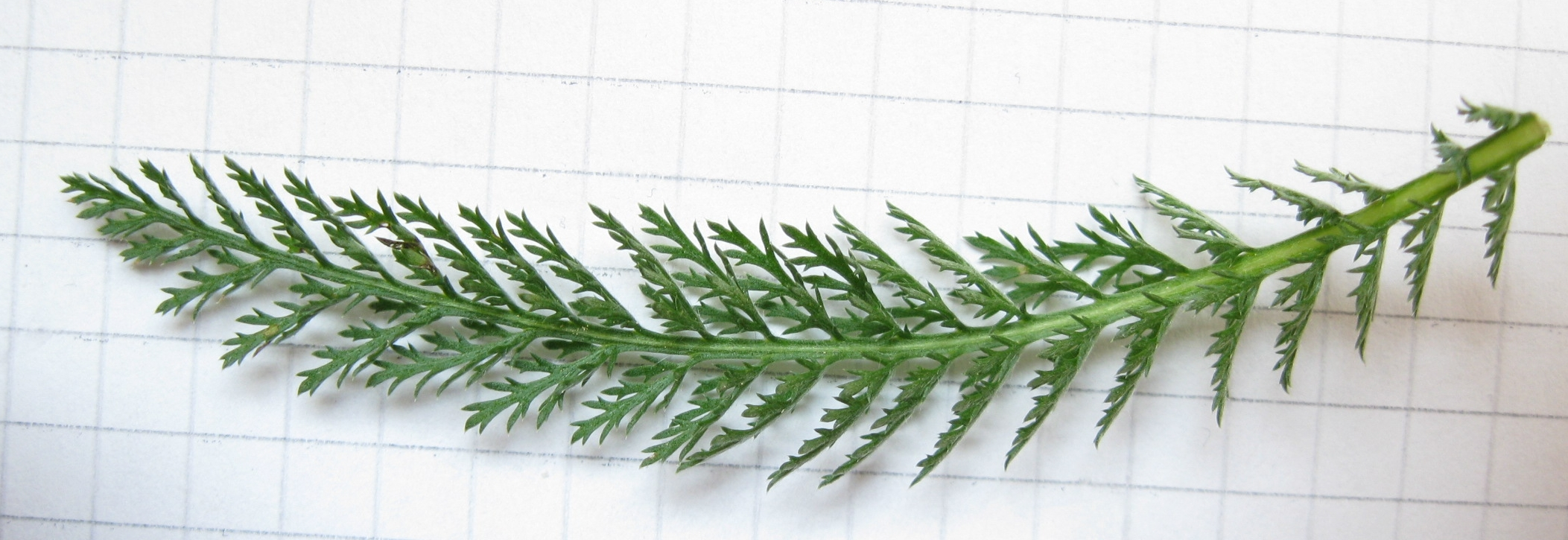
Blatt der Schafgarbe
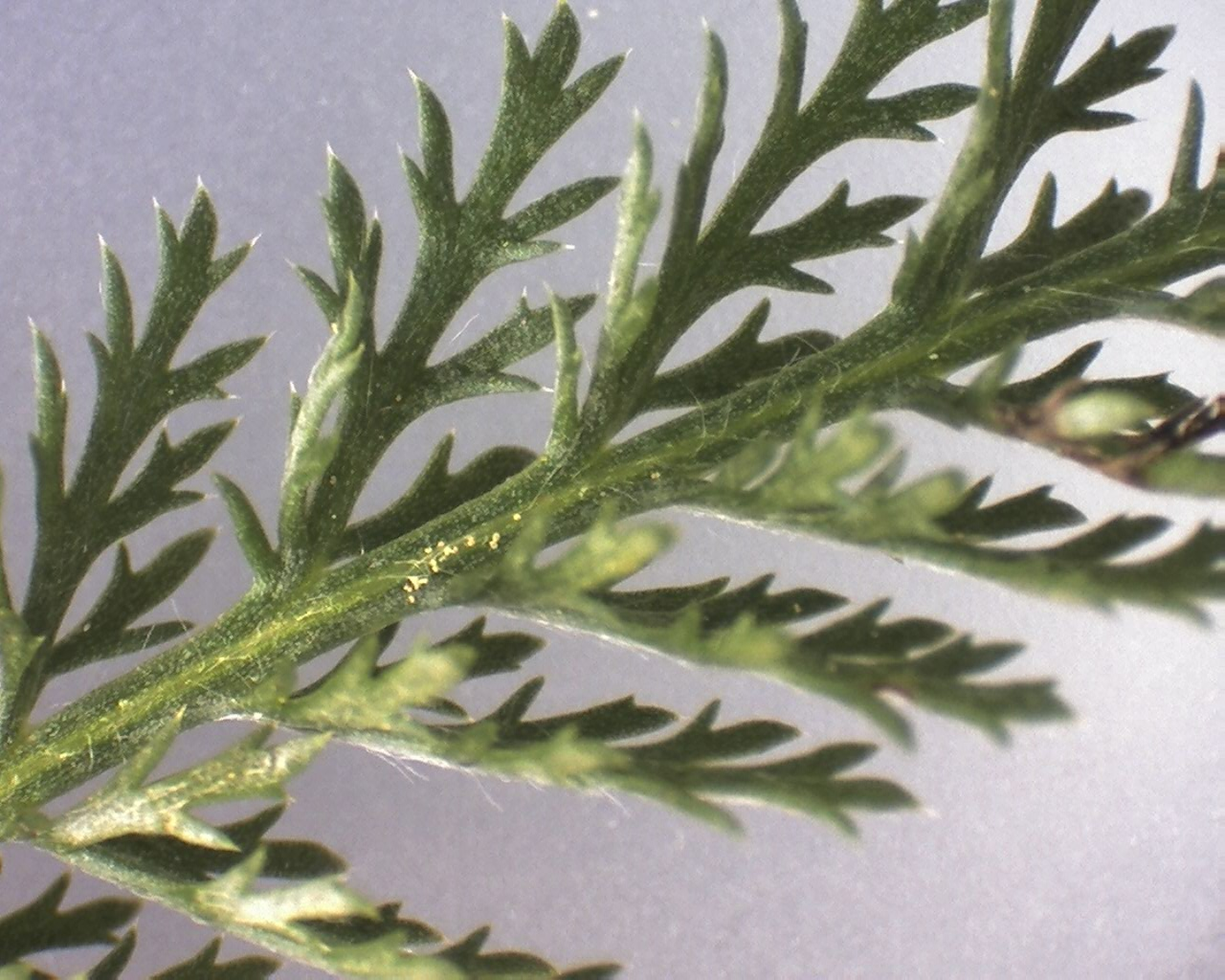
Makro eines Schafgarbenblattes von oben
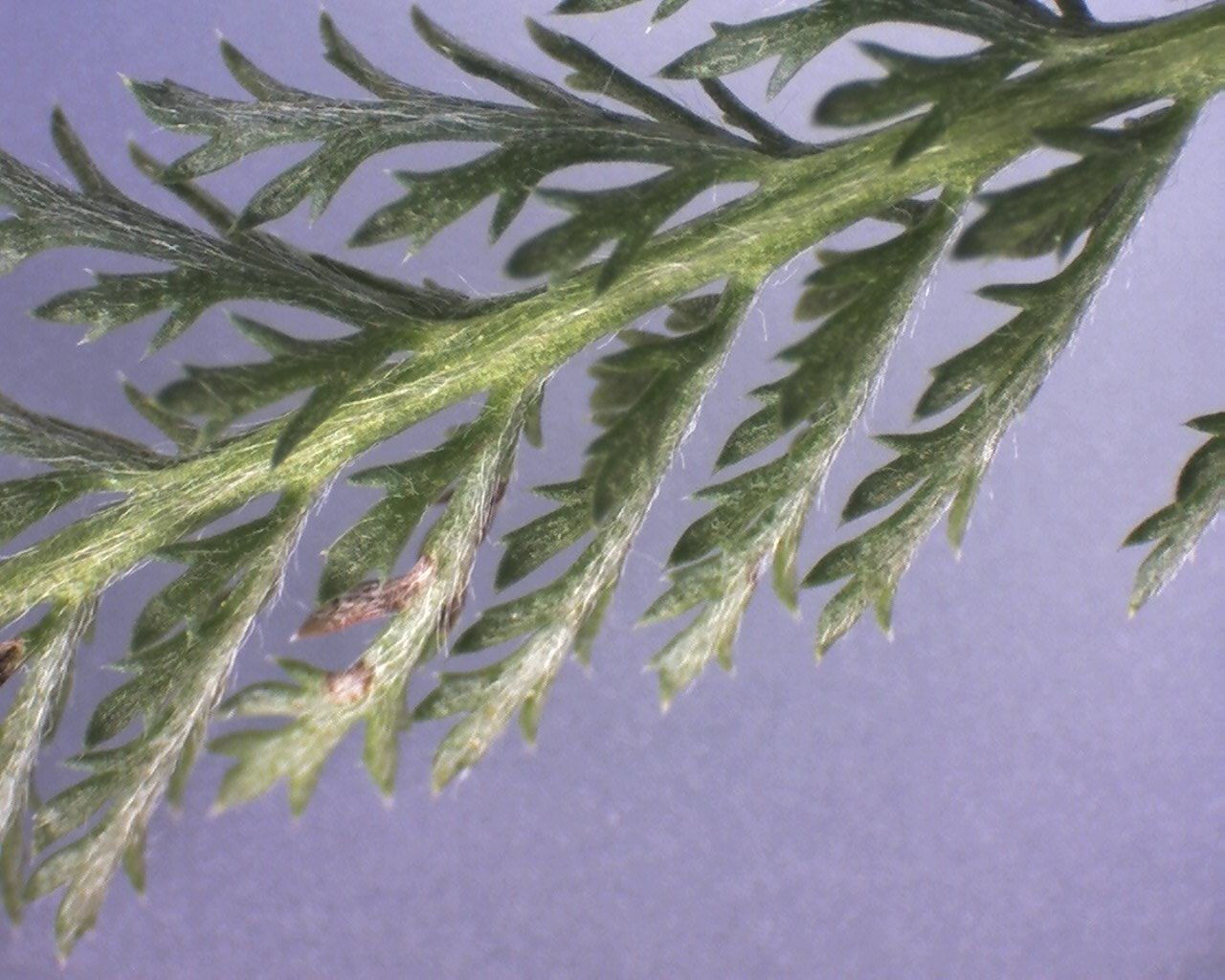
Makro eines Schafgarbenblattes von unten
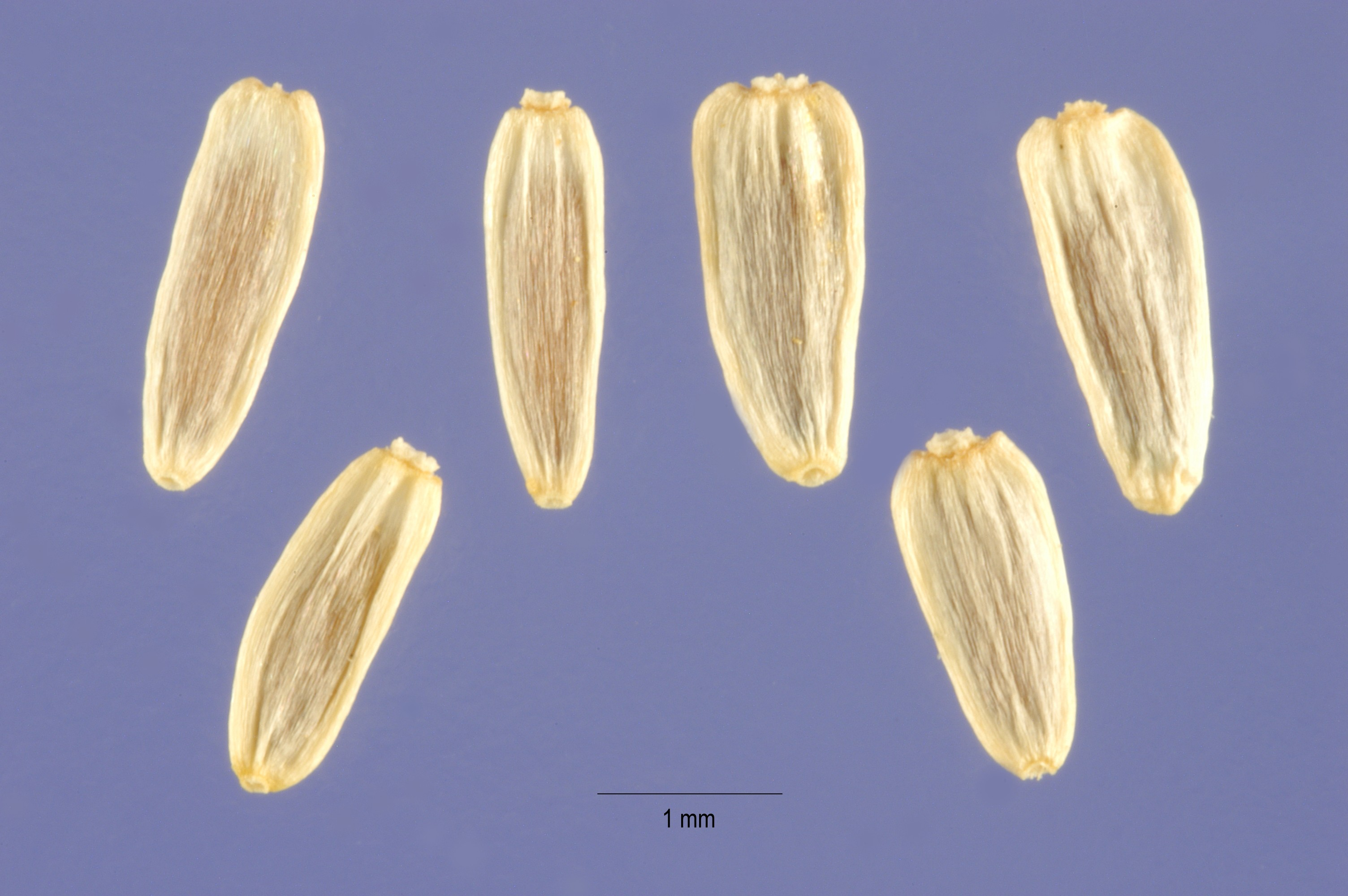
Achänen
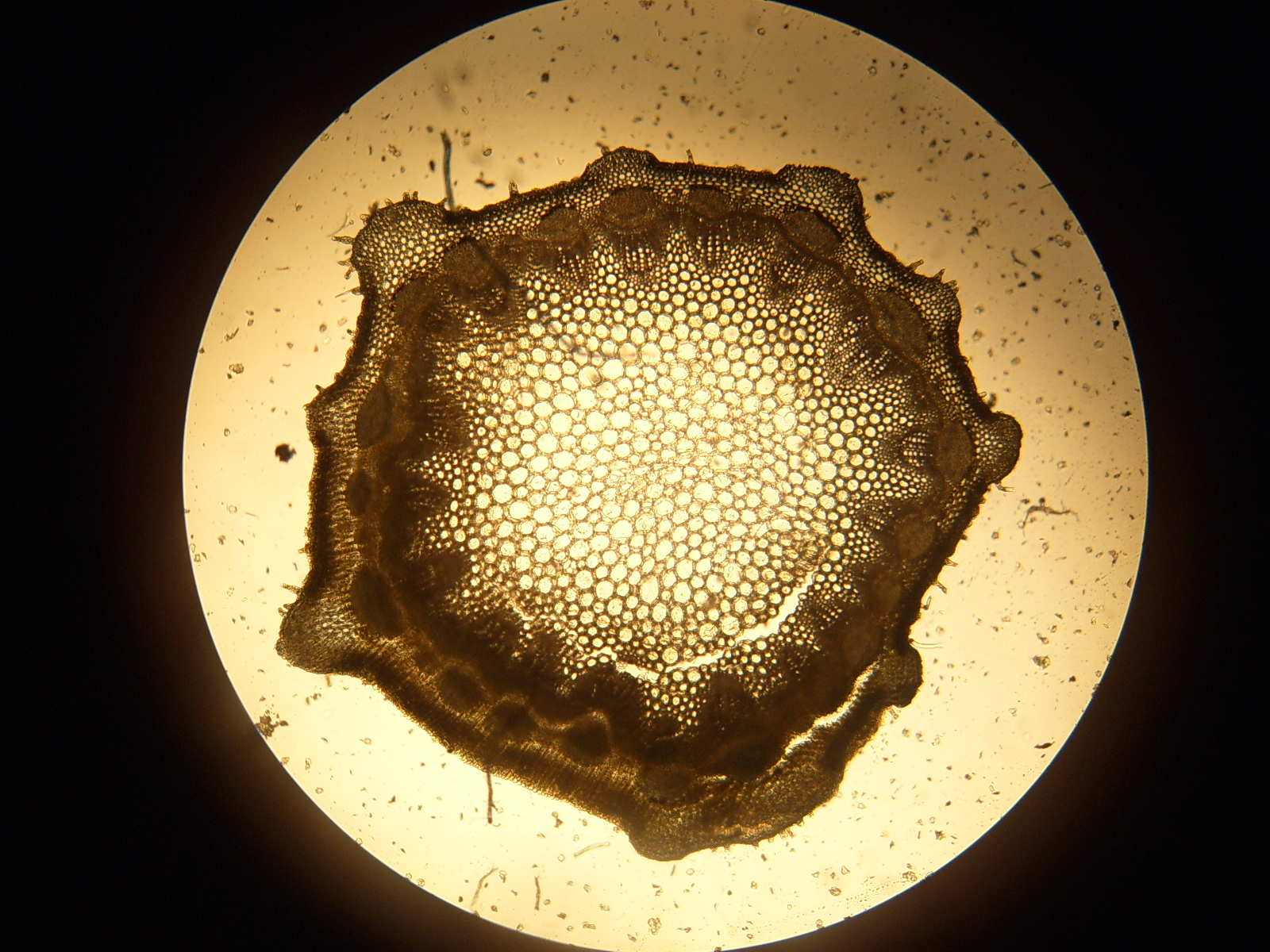
Querschnitt durch die Sprossachse (Vergrößerte Aufnahme mit Lichtmikroskop)
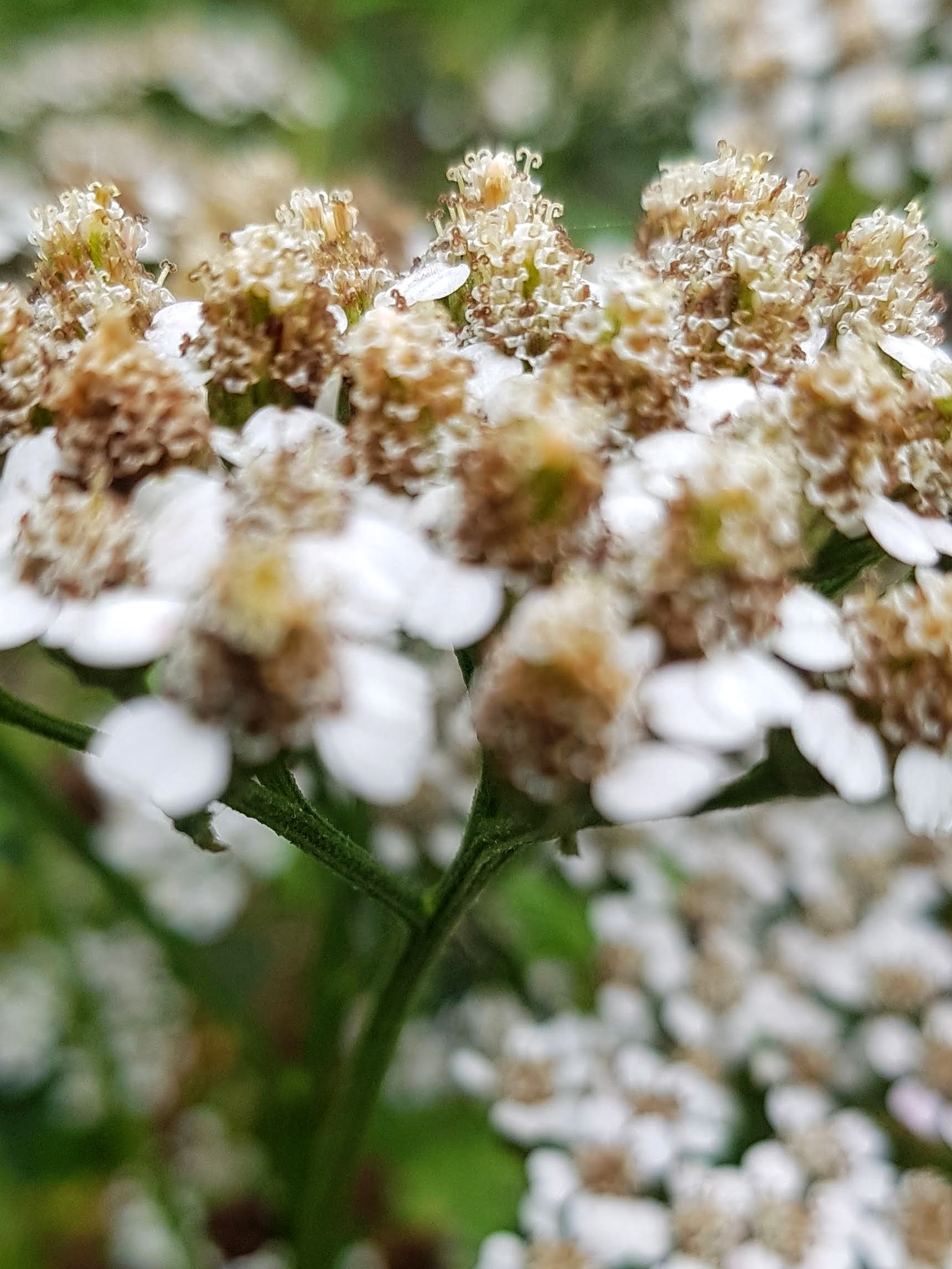
Makro Blütenkörbchen

## Verwendung

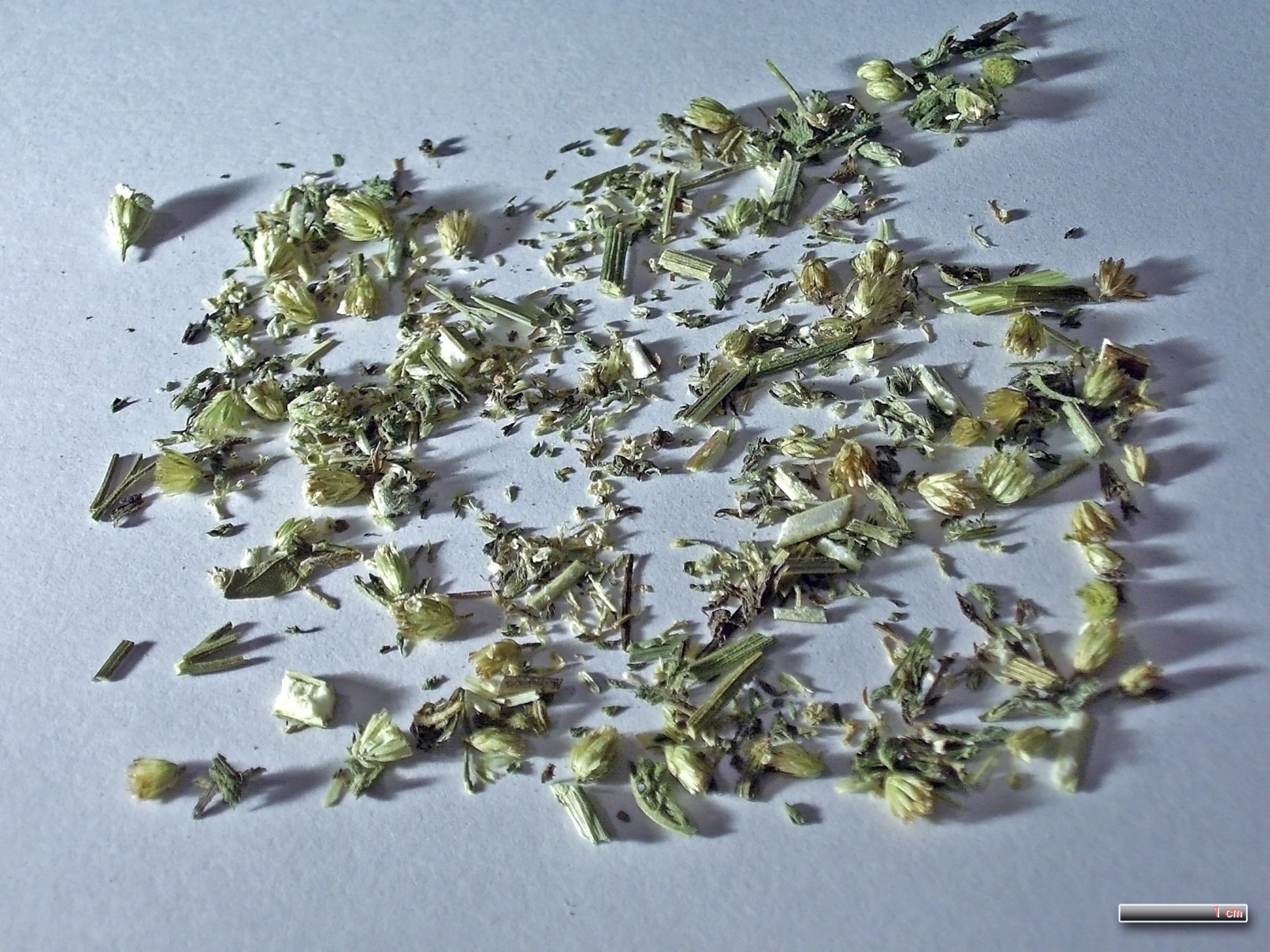
Gewöhnliche Schafgarbe in Form der Krautdroge (Millefolii herba)

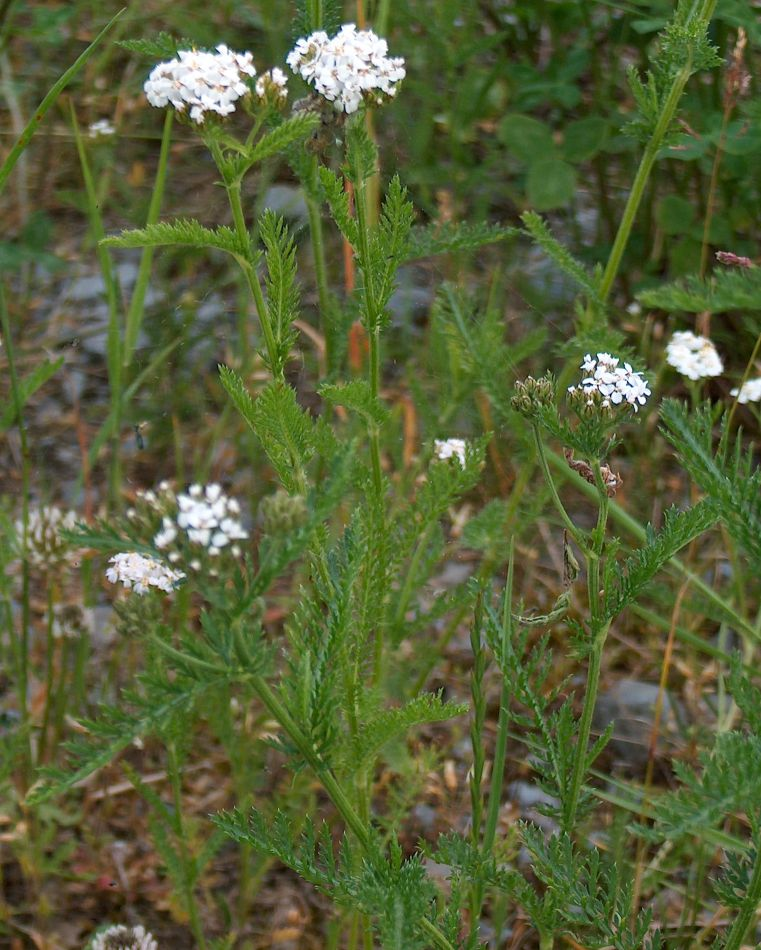
Gewöhnliche Schafgarbe (Achillea millefolium)

Die Gemeine Schafgarbe wird als Gewürz- und Arzneipflanze verwendet.
Als Arzneidroge werden oberirdische Teile der Gemeinen Schafgarbe wie Stängel, Blätter und die Blüten genutzt (Schafgarbenkraut, lat. Millefolii herba; Schafgarbenblüte, lat. Millefolii flos). Sie können als Aufguss oder als Frischpflanzenpresssaft verarbeitet werden. Zubereitungen aus Schafgarbenkraut wirken gallenflussanregend (choleretisch), antibakteriell, zusammenziehend (adstringierend) und krampflösend (spasmolytisch).
Innerlich wird Schafgarbenkraut vorwiegend bei Appetitlosigkeit und dyspeptischen Beschwerden verwendet (Völlegefühl, krampfartigen Erscheinungen im Verdauungstrakt, Flatulenzen [Blähungen]). Weitere Anwendungsgebiete sind schmerzhafte Krampfzustände psychovegetativen Ursprungs im kleinen Becken der Frau, hierzu werden aus dem Schafgarbenkraut Sitzbäder bereitet.
Volksheilkundlich wird Schafgarbenkraut zur Anregung der Gallensaftproduktion eingesetzt sowie bei Blasen- und Nierenerkrankungen und Menstruationsbeschwerden. Äußerlich werden Schafgarbenauszüge aufgrund ihrer antibakteriellen und adstringierenden Wirkung bei Entzündungen, Wunden, Hämorrhoiden und zur Minderung übermäßiger Schweißbildung verwendet, eine Wirksamkeit ist nicht belegt. Gesichert gilt die hepatoprotektive (die Leber schützende) Eigenschaft von Achillea millefolium und deren Extrakten.
Weiters soll die Gemeine Schafgarbe schweißtreibend und blutdrucksenkend (vor allem bei Arterieller Hypertonie [Bluthochdruck] mit Neigung zur Thrombose) sein und gegen Fieber helfen.
Schon im Altertum war die Schafgarbe bekannt als Heilpflanze bei den Germanen, der indigenen Bevölkerung Amerikas und in China, wo sie auch für das Schafgarbenorakel verwendet wurde. In der Ilias wird sie genannt als Mittel zur Wundheilung und zur Stillung von Blutungen.
Die Gemeine Schafgarbe enthält hauptsächlich folgende Inhaltsstoffe, da verschiedene Chemotypen existieren, in sehr variablen Mengen: ätherische Öle (enthält etwa Campher, α- und β-Pinen, 1,8-Cineol, α-Caryophyllen und Sabinen), azulenogene Sesquiterpenlactone (Proazulene) der Guajanolid-Reihe und nichtazulenogene Sesquiterpenlactone der Germacranolid-Reihe.
Als Begleitstoffe treten Flavonoide, Cumarine, Polyine, Kaffeesäurederivate und stickstoffhaltige Verbindungen (Achillein) auf. Chamazulen und andere Azulene bilden sich erst bei der Wasserdampfdestillation aus Proazulenen. Für das Guajanolid Achillinin A wurden zytotoxische Eigenschaften beschrieben.
Beim Liegen mit nackter Haut auf frischem Schafgarbenkraut kann es zu Irritationen vom Typ Wiesendermatitis kommen.
In früheren Zeiten wurde Schafgarbe zum Gelbfärben von Wolle verwendet. Dazu verwendete man getrocknete Blätter, Stängel und Blüten. Die Wolle musste vor dem Gelbfärben mit Alaunen gebeizt werden.
Der interdisziplinäre Studienkreis Entwicklungsgeschichte der Arzneipflanzenkunde hat die Gemeine Schafgarbe aufgrund ihrer vielfältigen Verwendung in der Geschichte und ihres Potenzials für weitere Forschungen zur Arzneipflanze des Jahres 2025 gekürt.

## Namensherkunft
Der Gattungsname Achillea  geht auf Achilleus, den sagenhaften Helden des Trojanischen Krieges zurück, der die Pflanze als Droge entdeckt und zur Wundheilung verwendet haben soll (Ilias, 11. Gesang, Vers 822ff.), während der Artname millefolium (= Tausendblatt) auf die fein zerteilte Blattspreite anspielt. Im Mittelalter meinte lateinisch millefolium die Art Gemeine Schafgarbe.
Der deutsche Pflanzenname „Garbe“ beruht auf mittelhochdeutsch garwe.
Weitere bekannte Namen sind: Achilleskraut, Blutstillkraut, Gänsezungen, Grützblume, Kachel, Zangeblume, Feldgarbenkraut, Grundheil.
Darüber hinaus bestehen bzw. bestanden auch die häufig nur regional gebräuchlichen Bezeichnungen Achillenkraut, Barbune (mittelhochdeutsch), Bauchwehkraut (Österreich o. d. Ems.), Wilder Bienenpfeffer, Bolick, Dusendblad (Oldenburg, Ostfriesland, mittelniederdeutsch), Edelgarb, Fasankraut (Österreich), Fase, Feldgarbe, Gabl (mittelhochdeutsch), Gachheil (mittelhochdeutsch), Gachelkraut (Österreich), Gahrl (mittelhochdeutsch), Gärwel (mittelhochdeutsch), Gahel (mittelhochdeutsch), Garawa (althochdeutsch), Garb (mittelhochdeutsch), Garbe (mittelhochdeutsch und später), Garbenkraut, Garbewurz (Schweiz), Garwa (althochdeutsch), Garwe (mittelhochdeutsch), Garwel (mittelhochdeutsch), Graue Genge, Gerbel, Gertel (mittelhochdeutsch), Gerwel, Gliedkraut, Gollenkraut (Salzburg), Gor (Siebenbürgen), Gotteshand (Österreich), Gransine (mittelhochdeutsch), Graw (mittelhochdeutsch), Grensing (Göttingen), Grillenkraut (Salzburg), Grünsingkraut, Grüttblom (Mecklenburg), Guer (Siebenbürgen), Harwe (althochdeutsch), Hasenschardele (Loccum, mittelniederdeutsch), Heil allen Schaden (Straßburg), Herigottruckenkraut (Österreich), Reine Jase (Sachsen), Judenkraut, Jungfrauaugbroen, Jungfrauenaug, Jungfraukraut, Kachl (Kärnten), Kachelkraut (Kärnten), Karbe, Karpenkraut, Karwekraut (Schlesien), Katzenkraut (Eifel, Dreis), Katzenagel (mittelhochdeutsch), Katzenschwanz (Eifel), Katzenohl (Eifel), Kelke (Mark Brandenburg), Kerbel (mittelhochdeutsch), Kervele (mittelhochdeutsch), Lämmlizungen (Kanton Graubünden, St. Gallen), Margarethenkraut (Österreich), Mannsleuterl, Nisch/Nischkraut (Schweiz), Poorblöme (Spiekeroog), Quer (Siebenbürgen), Rälk (Münsterland), Reinfase, Weiss Reinfaren, Relicken, Relek (Bremen, Unterweser), Releke (Hannover), Relik (Sachsen), Relitz (Altmark), Rels (Fallersleben), Rippel (Schlesien), Weiss Reinfert (Saschiz in Siebenbürgen), Röhlk (Mecklenburg, Norddithmarschen, Helgoland), Röhlke (Hamburg), Röleke (Mecklenburg), Rölitz (Altmark), Rölk (Holstein, Mecklenburg), Rölken (Pommern, Bremen, Unterweser), Rötlich (Grafschaft Mark), Rohlegg (Oldenburg), Rohlei (Oldenburg), Roleg (Bremen, Unterweser), Roleggen (Münsterland), Rolegger (Münsterland), Rolick (niederdeutsch), Rolyk (mittelhochdeutsch), Rülkers (Wangerooge), Rüppel, Rulk (Münsterland), Sachfrist, Sägkraut, Schabab, Schabgrab (mittelhochdeutsch), Schapfgerwe, Schafgarbe (Schweiz), Schaffgarbe (mittelhochdeutsch), Schafkarwe (Schlesien), Schafrippe, Schafschier, Schafzunge (Eifel, Daun), Schapgarbe (Göttingen), Schapgarwer (Mecklenburg, Ostfriesland), Schenken, Schiufkraut (Siebenbürgen), Schnitzelquäck (Eifel, Altenahr), Schofgarb (mittelhochdeutsch), Schweinbauch, Schelkraut (Werfen), Tausendaugbraun, Tausendblatt (Pommern), Tausendplat (mittelhochdeutsch), Tausendspalt (mittelhochdeutsch), Tusendblat (mittelniederdeutsch), Tusendplat (mittelniederdeutsch), Wuntkrut und Zeiskraut.

### Aktuelle Literatur
- Manfred A. Fischer, Wolfgang Adler, Karl Oswald: Exkursionsflora für Österreich, Liechtenstein und Südtirol. 2., verbesserte und erweiterte Auflage. Land Oberösterreich, Biologiezentrum der Oberösterreichischen Landesmuseen, Linz 2005, ISBN 3-85474-140-5.
- Siegmund Seybold (Hrsg.): Schmeil-Fitschen interaktiv. (CD-Rom), Quelle & Meyer, Wiebelsheim 2001/2002, ISBN 3-494-01327-6.

### Historische Literatur
- Plinius der Ältere, Naturalis historia 25,42 (Ausgabe König).
- Heidelberg Cpg 620, Rezeptsammlung – Nordbayern um 1450, Blatt 75r-95v „Galgant-Gewürz-Traktat“. Blatt 90v Tausent pleter. Digitalisat Zur komplizierten Entstehungs- und Überlieferungs-Geschichte des „Galgant-Gewürz-Traktats“ siehe: Die deutsche Literatur des Mittelalters. Verfasserlexikon, Bd. III, Sp. 476–479: G. Keil. Henrik Harpestraeng und Bd. VI, Sp. 988–990: William C. Crossgrove. Niederdeutscher Gewürztraktat.
- Herbarius Moguntinus. Mainz 1484, Cap. 85 Digitalisat
- Gart der Gesundheit. (Mainz 1485). Ausgabe Augsburg (Schönsperger) 1485, Cap. 254 Digitalisat
- Hieronymus Brunschwig. Kleines Destillierbuch. Straßburg 1500, Blatt 54r Digitalisat
- Otto Brunfels. Ander Teyl des Teütschen Contrafayten Kreüterbůchs. Straßburg 1537, S. 21  Digitalisat
- Hieronymus Bock. New Kreütter Buch. Straßburg 1539, Buch I, Cap. 160 Digitalisat
- Leonhart Fuchs. New Kreütterbuch. Straßburg 1543, Cap. 278 Digitalisat